# 野树波罗
野树波罗（学名：Artocarpus chama），为桑科波罗蜜属下的一个植物种。